# Bauhinia glabrifolia
Bauhinia glabrifolia là một loài thực vật có hoa trong họ Đậu. Loài này được (Benth.) Baker miêu tả khoa học đầu tiên.